# Matt Cardle

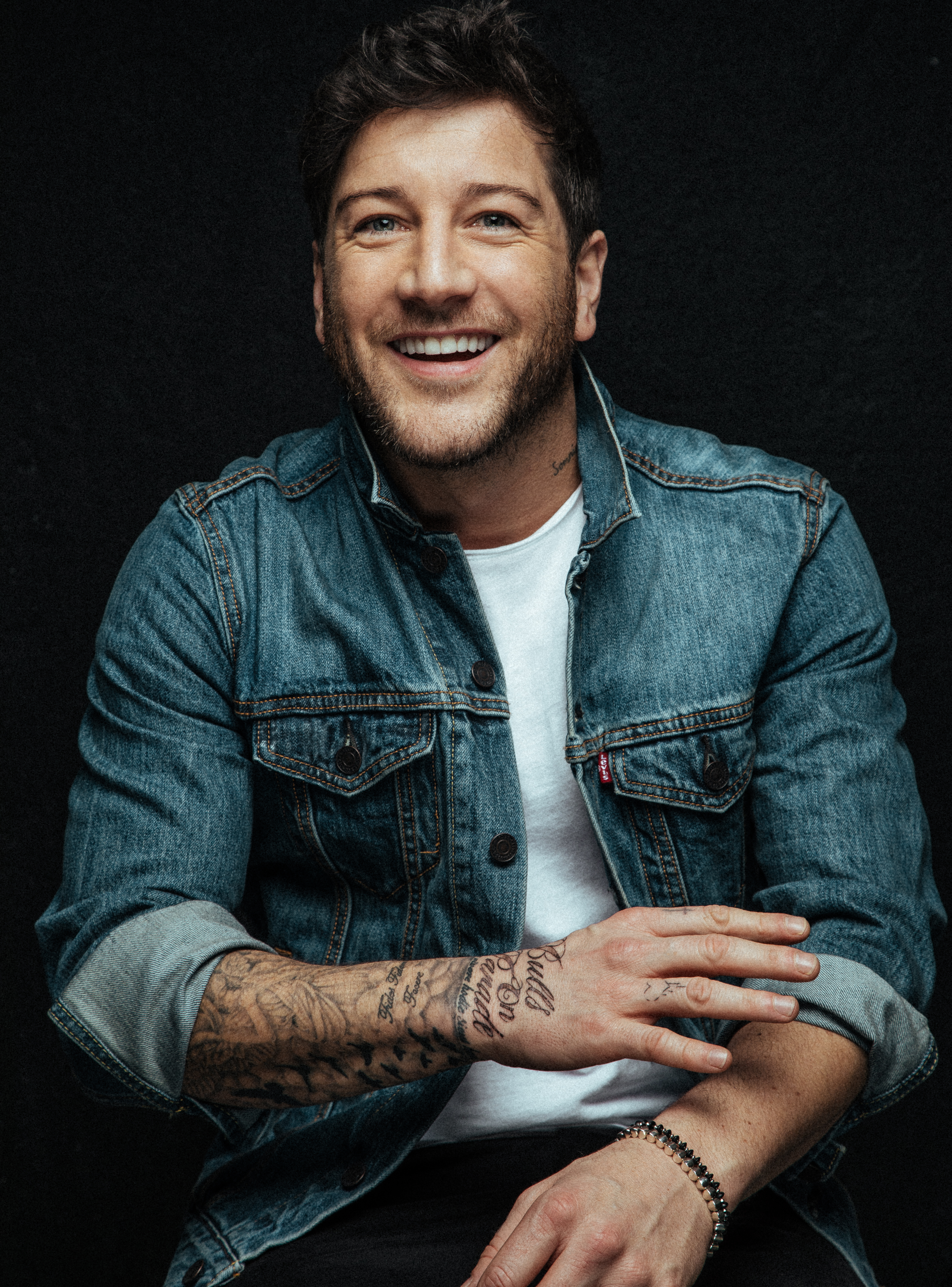
Matt Cardle

Matthew "Matt" Sheridan Cardle, född 15 april 1983 i Southampton, är en engelsk singer-songwriter. Han vann sångprogrammet The X Factor 2010.

## Diskografi
- 2011 – Letters
- 2012 – The Fire